# Rio Squamish

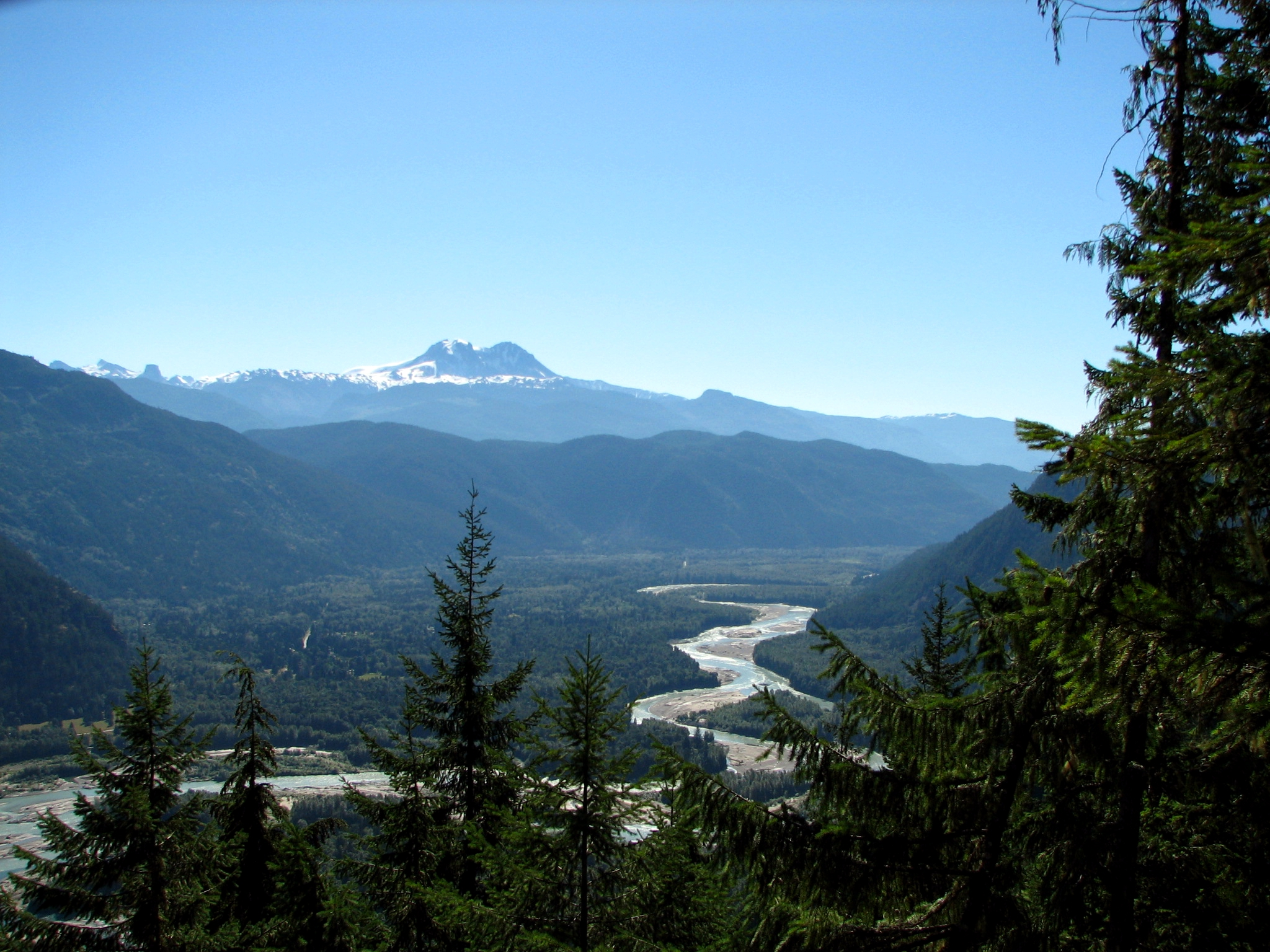
O Rio visto de cima do Vale do Squamish,Canadá

O rio Squamish é um curto mas largo rio localizado na província da Colúmbia Britânica, Canadá. A bacia de drenagem é de 3328 km², sendo o comprimento total do rio Squamish de aproximadamente 80 km.